# بوب سموك
كان بشار بركة جاكسون (بالإنجليزية: Bashar Barakah Jackson؛ 20 يوليو 1999 – 19 فبراير 2020) والمعروف باسمه الفني بوب سموك مغني راب أمريكي.
قُتل يوم 19 فبراير 2020 في مدينة ويست هوليوود في أعقاب عملية سطو قام بها رجلان على منزله.

## نبذة
ولد بشار بركة جاكسون يوم 20 يوليو 1999، في حي بروكلين مدينة نيويورك، من أم جامايكية وأب بنمي. أمضى طفولته في قسم كانارسي، بروكلين، هناك بدأ تداول المخدرات، وفي سن 16 سنة اشترى لنفسه سيارة BMW 5 Series ، وقضى عامين في الإقامة الجبرية بعد القبض على بتهمة حيازة أسلحة. بدأ مسيرته الموسيقية في عام 2018.
في أبريل 2019 ، أصدر أغنيته "مرحبًا بك في الحفلة"، الأغنية الرئيسية في ألبومه الأول. وفي فبراير 2020 أصدر ألبومه الموسيقي الثاني «Meet the Woo 2».